# Plagiohammus sticticus
Plagiohammus sticticus är en skalbaggsart som först beskrevs av Bates 1874.  Plagiohammus sticticus ingår i släktet Plagiohammus och familjen långhorningar. Inga underarter finns listade i Catalogue of Life.